# 黒澤良輔
黒澤 良輔（くろさわ りょうすけ、1956年（昭和31年）11月 - ）は、日本の心理学者。徳島文理大学人間生活学部教授。早稲田大学教育学部卒業。

## 経歴
- 1980年 - 早稲田大学教育学部教育心理学専修卒業。
- 1980年 - 法務省矯正局入省。
- 1989年 - 法務省矯正局分類係長就任。
- 1990年 - 国連犯罪司法研究所研究員就任。
- 1996年 - 国連アジア極東犯罪防止研修所教官就任。
- 2002年 - 高知少年鑑別所長就任。
- 2005年 - 金沢少年鑑別所長就任。
- 2007年 - 仙台矯正管区第三部長就任。
- 2010年 - 高松少年鑑別所長就任。
- 2011年 - 徳島文理大学人間生活学部教授就任。
- 2012年 - 同大学大学院心理学専攻教授及び臨床心理相談室相談員就任。
- 2014年 - 同大学人間生活学部心理学科学科長就任。

## 所属学会
- 日本心理学会
- 日本心理臨床学会
- 日本犯罪心理学会
- 日本キャリア教育学会